# Postępowanie legisakcyjne
Postępowanie legisakcyjne (per legis actiones) – najstarsza forma cywilnego postępowania sądowego w prawie rzymskim. Było jedynym rodzajem postępowania sądowego przewidywanym przez Ustawę XII Tablic i pozostawało jedynym rodzajem postępowania zwyczajnego aż do uchwalenia lex Æbutia (poł. II w. p.n.e.), dopuszczającej proces formułkowy jako postępowanie zwyczajne. Stopniowo wypierane przez nowocześniejsze postępowanie formułkowe, postępowanie legisakcyjne zostało ostatecznie zniesione przez cesarza Oktawiana Augusta w 17 p.n.e. (leges Iuliæ iudiciorum publicorum et privatorum).
Postępowanie legisakcyjne przebiegało w dwóch fazach - in iure oraz in iudicio, przedzielone przez litis contestatio. Faza in iure przebiegała przed pretorem, który wysłuchiwał odpowiednich, ściśle określonych prawem formuł zwanych legis actiones, wypowiadanych przez toczące spór strony. Pretor oceniał, czy wypowiedziane legis actiones spełniały wymogi formalne (zostały wypowiedziane w sposób poprawny) i na ten podstawie wyrażał zgodę na przekazanie strony sędziemu prywatnemu lub takowej odmawiał. W fazie in iudicio (lub apud iudicem) wybrany przez strony sędzia prywatny (iudex) dokonywał merytorycznego rozstrzygnięcia sporu.
Cechą charakterystyczną procesu legisakcyjnego, jako instytucji archaicznej, był jego daleko posunięty formalizm. Sposób, w jaki należało wypowiadać poszczególne legis actiones był ściśle określony przez prawo. Pretor w fazie in iure czuwał nad tym, by strony wypowiadały formuły w sposób poprawny, a jakikolwiek błąd powodował odmowę udzielenia ochrony procesowej. Archaiczne i formalistyczne postępowanie legisakcyjne spełniało dobrze swoje funkcje we wczesnych latach funkcjonowania państwowości rzymskiej, gdy gospodarka rzymska opierała się przede wszystkim na rolnictwie i ograniczonej wewnętrznej wymianie handlowej. Po wojnach punickich doszło do znaczącego rozwoju handlu, a obywatele rzymscy wchodzili w stosunki prawne z cudzoziemcami (peregrynami). Postępowanie legisakcyjne traciło na popularności ze względu na swój krępujący formalizm i stopniowo coraz bardziej zaczęło ustępować pola nowocześniejszemu postępowaniu formułkowemu.
Przykładowe legis actiones:
- Legis actio sacramento (in rem oraz in personam) - wykorzystywana była we wszystkich przypadkach, dla których ustawa nie przewidywała innego sposobu dochodzenia, a jako l. a. sacramento in rem była jedyną legis actio, służącą do ochrony praw o charakterze bezwzględnych; jej istotą było ustanowienie przez strony zakładu w postaci ofiary o określonej wartości (sacramentum);
- Legis actio per manus iniectionem – najprawdopodobniej stanowiła najstarszą legis actio in personam (skargę służącą ochronie praw o charakterze względnym), służyła do egzekucji wyroków sądowych (iudicatum) oraz do dochodzenia niektórych uprzywilejowanych wierzytelności, np. nexum;
- Legis actio per iudicis (arbitrive) postulationem - służyła do dochodzenia wierzytelności pochodzących ze zobowiązań opartych na wymianie określonych formalnie pytań i odpowiedzi, np. stypulacja;
- Legis actio per condictionem - wprowadzona w III w. p.n.e. służyła dochodzeniu ściśle oznaczonych należności pieniężnych (certa pecunia) oraz ściśle oznaczonych rzeczy innych niż pieniądze (certæ res);
- Legis actio per pignoris capionem – najprawdopodobniej służyła do dokonania egzekucji majątkowej (zajęcia przedmiotów należących do dłużnika w celu zmuszenia go do dokonania świadczenia przewidzianego przez wyrok sądowy).